# 蠔豉

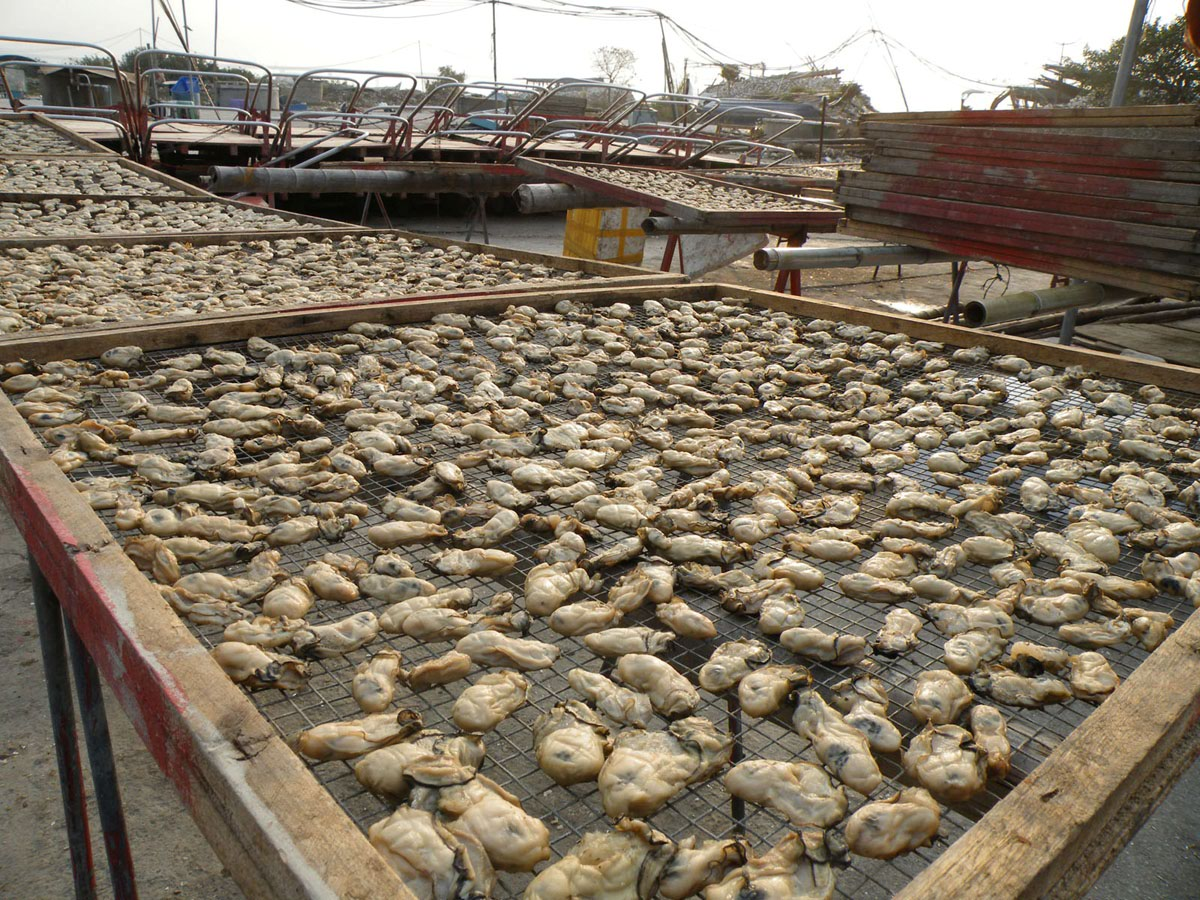
在香港流浮山曬製的蠔豉

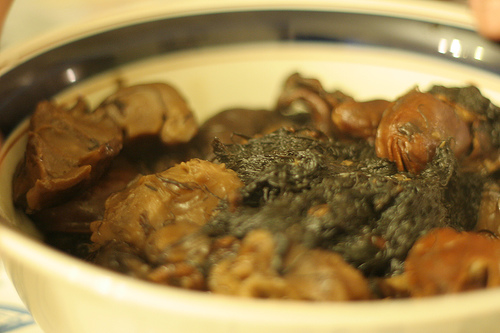
廣東賀年食品「發財好市」，即髮菜及蠔豉

蠔豉（簡化字曾寫成蚝士）是一種乾海產，由牡蠣（廣東人稱為蠔）生曬而成。

## 種類
蠔豉主要為分生曬、乾及半乾濕三種。生曬蠔豉即是在陽光下曬乾鮮蠔。乾蠔豉則使用風乾的方式，主要來自日本和南韓。半乾濕蠔豉是先把蠔煮熟及過冷河，再將其風乾而成。外觀較大顆、呈現金黃色光澤、內裡溏心的天然生曬蠔豉，在香港稱為金蠔。

## 食法
在廣東及香港，因為「蠔豉」的粵語和「好市」相似，因此被視為好意頭的賀年食物。例如「發財好市大利」，即是由髮菜、蠔豉及豬舌煮成。還有蠔鬆生菜包。